# Tranevatten
Tranevatten är en sjö i Kungälvs kommun i Bohuslän och ingår i Göta älv-Bäveåns kustområde. Tranevatten ligger i Svartedalen Natura 2000-område. Sjön är 3,5 meter djup, har en yta på 0,0065 kvadratkilometer och befinner sig 0 meter över havet.

## Bilder

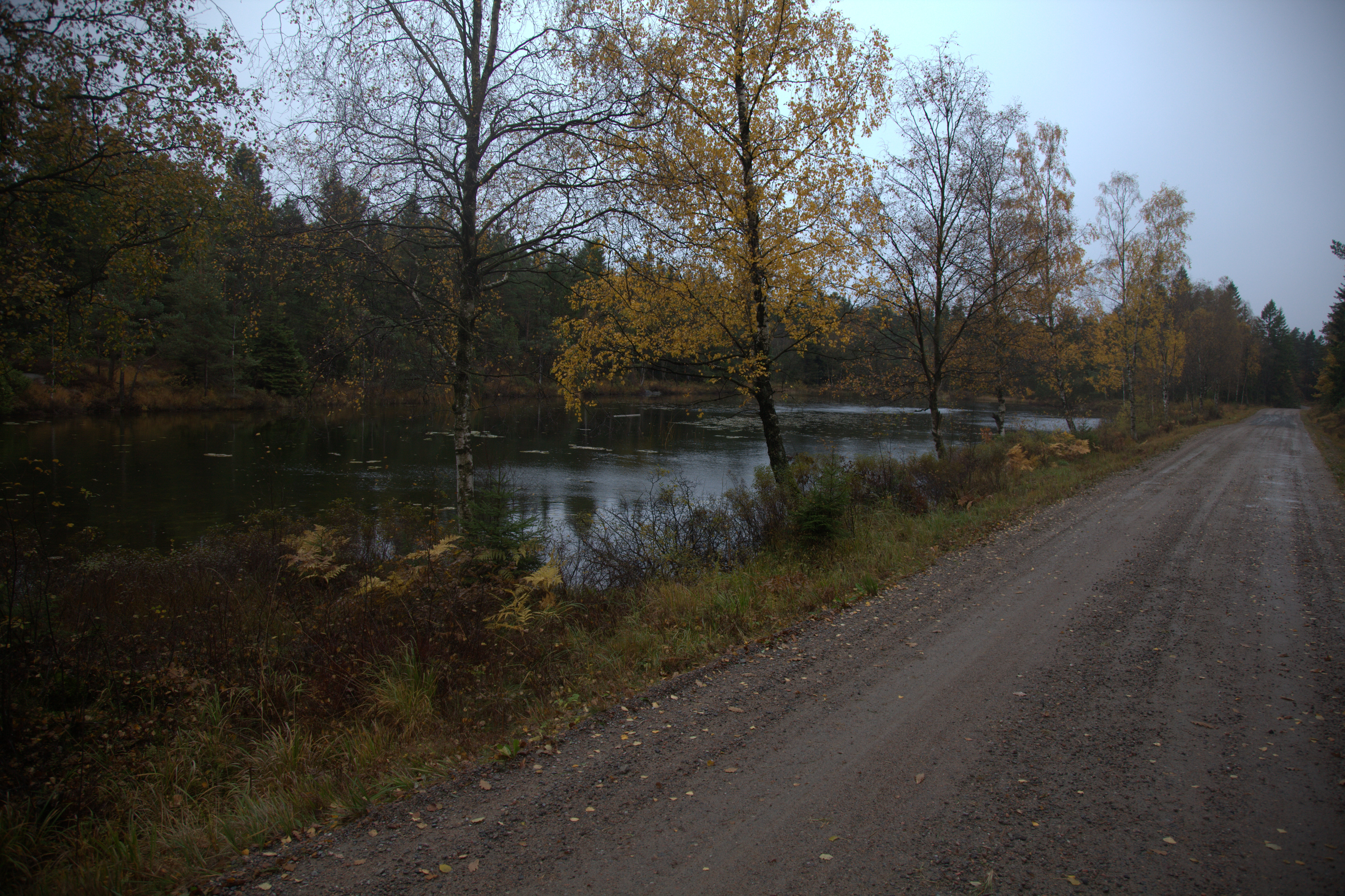
Vägen intill sjön.